# Sarcophaga longifilia
Sarcophaga longifilia är en tvåvingeart som beskrevs av Salem 1946. Sarcophaga longifilia ingår i släktet Sarcophaga och familjen köttflugor. Inga underarter finns listade i Catalogue of Life.